# Renée Slegers
Renée Josina Anna Slegers (* 5. August 1989 in Someren-Eind) ist eine ehemalige niederländische Fußballspielerin und gegenwärtige Trainerin von Arsenal Women FC.

## Spielerkarriere

### Vereine
Slegers spielte im Seniorinnenbereich das erste Mal für Willem II Tilburg, für den Verein sie von 2008 bis 2011 in der Eredivisie, der höchsten Spielklasse im niederländischen Frauenfußball, in 44 Punktspielen eingesetzt wurde. Ihr Debüt erfolgte am 11. September 2008 (3. Spieltag) beim 2:1-Sieg im Heimspiel gegen ADO Den Haag. Ihr erstes von insgesamt acht Toren erzielte sie am 7. Mai 2009 (25. Spieltag) beim 4:0-Sieg im Heimspiel gegen Roda JC Kerkrade mit dem Treffer zum 3:0 in der 77. Minute.
Nach Schweden gelangt, kam sie dort zunächst für Djurgården Damfotboll in den Spielzeiten 2011 und 2012 in der Damallsvenskan, der höchsten Spielklasse im schwedischen Frauenfußball, zum Einsatz. Mit dem Abstieg ihrer Mannschaft 2012 in die Elitettan wechselte sie zum Erstligisten Linköpings FC. Für diesen Verein war sie bis Spielzeitende 2017 tätig, gewann je zweimal die Meisterschaft und den nationalen Vereinspokal und erreichte zweimal das Finale um den Supercup.

### Nationalmannschaften
Slegers debütierte in der A-Nationalmannschaft am 5. März 2009 in Makarios im ersten Spiel der Gruppe B beim 2:1-Sieg über die Nationalmannschaft Russlands im Turnier um den Zypern-Cup mit Einwechslung für Manon Melis in der 89. Minute. Auch in den Jahren 2011, 2013 und 2014 nahm sie an diesem Turnier teil.
Mit der Nationalmannschaft nahm sie an der vom 10. bis 28. Juli 2013 in Schweden ausgetragenen Europameisterschaft teil. Sie wurde in allen drei Spielen der Gruppe B eingesetzt und schied mit ihrer Mannschaft als Gruppenletzter aus dem Turnier vorzeitig aus. Zwei 0:1-Niederlagen gegen die Nationalmannschaften Norwegens und Islands führten zum Aus, obwohl man im ersten Gruppenspiel gegen den späteren Europameister Deutschland im torlosen Spiel sich noch Chancen zum Weiterkommen ausgerechnet hatte.
Des Weiteren kam sie in vier Spielen (2 Tore) der WM-Qualifikationsgruppe 2 (je zweimal gegen die Nationalmannschaften Nordmazedoniens und Belarus) für die anstehende Weltmeisterschaft 2011 und in acht von zehn Spielen der WM-Qualifikationsgruppe 5 für die Weltmeisterschaft 2015 zum Einsatz, in denen sie neun (!) Tore erzielte.
In ihrem letzten Länderspieljahr 2016 kam sie in zwei Qualifikationsspielen für das anstehende olympische Fußballturnier 2016 gegen die Nationalmannschaften der Niederlande (1:4) und Norwegen (1:1) zum Einsatz. Danach bestritt sie von April bis November fünf ihrer 24 in Freundschaft ausgetragenen Länderspiele; das letzte Mal am 29. November 2016 in Tilburg bei der 0:1-Niederlage gegen die Nationalmannschaft Englands.

### Erfolge
Nationalmannschaft
- Zypern-Cup-Finalist 2011

Linköpings FC
- Schwedischer Meister 2016, 2017
- Schwedischer Pokal-Sieger 2014, 2015
- Schwedischer Supercup-Finalist 2015, 2016

## Trainerkarriere
Nachdem sie ihre Spielerkarriere beendet hatte, nahm sie am 27. April 2018 ihre erste Trainertätigkeit beim Erstligisten IF Limhamn Bunkeflo auf, mit dem sie am Ende der Spielzeit 2019 die Klasse nicht halten konnte und den Verein am 22. Januar 2020 verließ.
Danach trainierte sie im Kalenderjahr 2020 den FC Rosengård 1917 in der drittklassigen Division 1 Södra, die weibliche Zweitvertretung des FC Rosengård.
Vom 1. Januar bis zum 28. Juni 2021 war sie Cheftrainerin der Nachwuchsnationalmannschaften des SvFF der Altersklassen U18 und U19, zusätzlich ab 19. März 2021 der U23-Nationalmannschaft. Danach, bis zum 17. April 2023 war sie Trainerin des Erstligisten FC Rosengård, den sie zu zwei Meisterschaften (2021 und 2022) und zum Gewinn des nationalen Vereinspokal im Jahr 2022 führte.
Ab dem 6. September 2023 war sie Co-Trainerin des englischen Erstligisten Arsenal Women FC und unterstützte Cheftrainer Jonas Eidevall. Nach dessen Rücktritt übernahm sie am 15. Oktober 2024 als Interims-Trainerin und wurde später zur Cheftrainerin ernannt.
Am 24. Mai 2025 gewann sie mit dem Arsenal Women FC die Champions League durch einen 1:0-Sieg im Finale gegen den FC Barcelona.